# Paraphlomis albiflora
Paraphlomis albiflora là một loài thực vật có hoa trong họ Hoa môi. Loài này được (Hemsl.) Hand.-Mazz. mô tả khoa học đầu tiên năm 1939.